# Turkmenistan
Turkmenistan (turkmeniska: Türkmenistan [tʏɾkmønʏˈθːɑːn]) är en republik i sydvästra Centralasien. Det sträcker sig från Kaspiska havet österut till Afghanistan och gränsar i söder till Iran, och i norr till Kazakstan och Uzbekistan.
Kejsardömet Ryssland annekterade Turkmenistan 1884 och från 1906 började man kolonisera landet. 1924 blev Turkmenistan en socialistisk sovjetrepublik. Ända in på 1930-talet rådde häftigt motstånd mot sovjetiseringen. 1991 utropade Turkmenistan sin självständighet, men i politiskt hänseende har inte mycket förändrats sen dess, och landet har i praktiken förblivit en enpartistat. Den viktigaste skillnaden är emellertid att regeringen numera kan söka lån utomlands för att exploatera de väldiga naturgasfyndigheterna, och man söker hellre stöd från islamiska länder än från Ryssland.
Över 90 procent av landet består av öken, där den största delen är Karakum. Vidsträckta områden av Karakum täcker Krasnovodskplatån, och sanddyner utgör cirka 10 procent av öknen. I öster bildar Amu-Darja del av gränsen mot både Uzbekistan och Afghanistan. Floden rann tidigare ut i Aralsjön men sedan 1950-talet avleds en stor del av vattnet till Karakumkanalen som genomkorsar två tredjedelar av landet i västlig riktning fram till Gyzylarbat. Kanalen försörjer bomullsodlingarna med vatten, vilket också har bidragit till Aralsjöns uttorkning. På den västra delen av platån sänker sig landet till Kaspiska havets kust.
Trots sina förekomster av naturgas och olja är Turkmenistan ett fattigt land. Industrin är föga utvecklad. Frånsett tillverkning av mattor och livsmedelsindustrin, består industrin huvudsakligen av svavel- och saltutvinning samt naturgasproduktion. 1995 sköt inflationen i höjden, och den sjunkande produktionen ledde till att den tidigare positiva handelsbalansen visade underskott. Sedan självständighetsförklaringen 1991 har endast få förändringar skett inom ekonomin. Några reformer har inte initierats, vilket har lett till ökad fattigdom och livsmedelsransonering. 1996 inträffade en katastrofal missväxt inom bomulls- och spannmåls-odlingen. Ett annat stort problem är den ökade utbredningen av öknarna.

## Historia

### Tidig historia
Området har varit befolkat sedan antiken. Alexander den store erövrade området under det 4:e århundradet f.Kr. på väg till Indien. 150 år senare etablerade partherna sitt kungadöme i Nisa, ett område som nu ligger i förorterna till den nuvarande huvudstaden Asjchabad. Under 600-talet erövrade araberna regionen, och förde med sig den islamska religionen och omfattade turkmenerna (dessa finns omtalade från 900-talet) i Mellanösternkulturen. Det var runt denna tid som Sidenvägen återigen framkom som en betydande handelsväg mellan Asien och Europa. Regionen blev snart känd som centrum i det stora Khorasan då kalifen al-Ma'mun flyttat sin huvudstad till Merv.
I mitten av 1000-talet koncentrerade seldjukturkarna sina krafter i området till Turkmenistan i ett försök att expandera in i Afghanistan. Seldjukriket föll samman under andra halvan av 1100-talet. Området miste sin oavhängighet till Mongolväldet då Djingis khan i början av 1200-talet tog kontroll över området öster om Kaspiska havet på sin väg västerut. Från mitten av 1200-talet fram till 1330-talet var regionen underkastad de mongoliska ilkhanerna i Persien. Den erövrades på 1370-talet av Timur Lenk och kom därefter att vara underkastad timuriderna genom 1400-talet. Under det att turkmenerna under 1500-talet konstant utkämpade inbördes klankrig eftertraktades området av såväl uzbekerna i norr som safaviddynastin i Persien; den senare lyckades så småningom ena de turkmenska stammarna under sig, men turkmenerna förblev i stort oberoende, bortsett från mindre erövringar av khanatet Chiva och afghanska furstar.

### 1800- och 1900-talet
Området erövrades av Kejsardömet Ryssland mellan 1865 och 1894 efter att det separerats från Persien. Khanaten Chiva och Kokand samt emiratet Buchara erövrades 1865–1873, varpå turkmenerna, som dessförinnan enats under tekkestammen, besegrades; år 1881 föll fästningen Gök-Tepe till ryssarna under stora turkmenska förluster, vilket föranledde att Merv kunde intas 1884. År 1885 hade området annekterats och 1895 slöt Ryssland ett avtal med Storbritannien i vilket gränsen bestämdes. Under den ryska administrationen flyttade ryska bosättare in och landet odlades upp och förbands med järnväg till Ryssland.
Under inbördeskriget efter ryska revolutionen 1917 behärskades landet av den transkaspiska provisoriska regeringen, som föll för Röda armén år 1920. Den 7 augusti 1921 bildades Turkmenska oblastet som del i Turkestanska ASSR. Den 23 maj 1925 omvandlades detta till en sovjetisk delrepublik, Turkmenska SSR; vid denna tid fastställdes Turkmenistans nuvarande gränser.

### Självständigt land
Den 27 oktober 1991 förklarade landet sig självständigt, vilket erkändes den 8 december. Saparmurat Nijazov, som valts till president redan året före självständighetsförklaringen och tillträtt den 21 juni 1991, satt kvar som president fram till sin död år 2006 och var föremål för personkult. Det tidigare kommunistpartiet har kvar mycket av sin makt och inflytande, även om vissa liberaliseringar av ekonomin skett. Tidigare politiska oppositionspartier har förklarats olagliga. Det finns några små oppositionsrörelser, som verkar underjordiskt eller från utlandet.
Nijazov valdes år 1992 till Turkmenistans president med 99,5 % av rösterna. År 1999 blev han omvald av parlamentet, men denna gången på livstid. Parlamentet består av det enda tillåtna partiet, Nijazovs ”Demokratiska Parti”, som sitter på samtliga 50 mandat. Under diktaturen har all opposition blivit strängt förbjudet och propagandan har varit stark. Nijazov framställde sig som ”turkmenernas far” och fick bland annat tre av årets månader namngett efter sig själv, sin mor och hans andlige vägledare. Men när Nijazov blev president beordrade han att elektricitet, gas, vatten och bröd skulle vara gratis till alla invånare, vilket gjort honom populär.
Nijazov dog den 21 december 2006, varpå vice premiärminister Gurbanguly Berdimuhamedow tillträdde som interimspresident. Den 26 december godkändes sex nomineringar till kandidatur till presidentvalet, däribland Berdymuchamedovs, av folkförsamlingen. Val hölls den 11 februari 2007; enligt det officiella valresultatet som offentliggjordes den 14 februari fick Berdymuchamedov 89,23 procent av rösterna och insvors som president samma dag.

#### Efter Nijazov 2006-
I september 2008 infördes en ny konstitution som bland annat innehåller flerpartisystem och marknadsekonomi. Förhoppningar på demokratiska reformer under den närmaste tiden är låga, även om de mest totalitära dragen från Nijazovs regim har mildrats.
Turkmenistan styrs sedan 2007 av den auktoritäre presidenten Gurbanguly Berdimuhamedow och hans maktapparat kring Turkmenistans demokratiska parti (TDP). Sedan Berdimuhamedow efterträdde diktatorn Saparmurat Nijazov har han på papperet genomfört politiska reformer som flerpartisystem och ökad pressfrihet. Dessa har dock snart visat sig vara just pappersprodukter. Berdimuhamedow anklagas för att liksom Nijazov förtrycka opposition och kränka medborgarnas mänskliga rättigheter.
I presidentvalet år 2012 fick Berdimuhamedov 97 procent av rösterna. Medan hans föregångare Nijazov kallade sig Turkmenbashi - eller alla turkmeners fader - så är Berdimuhamedov känd som Arkadag - eller beskyddaren. Presidenten har fortsatt på sin föregångares auktoritativa linje även om personkulten inte längre är riktigt så stark som under Nijazov som var president för livet.

## Geografi

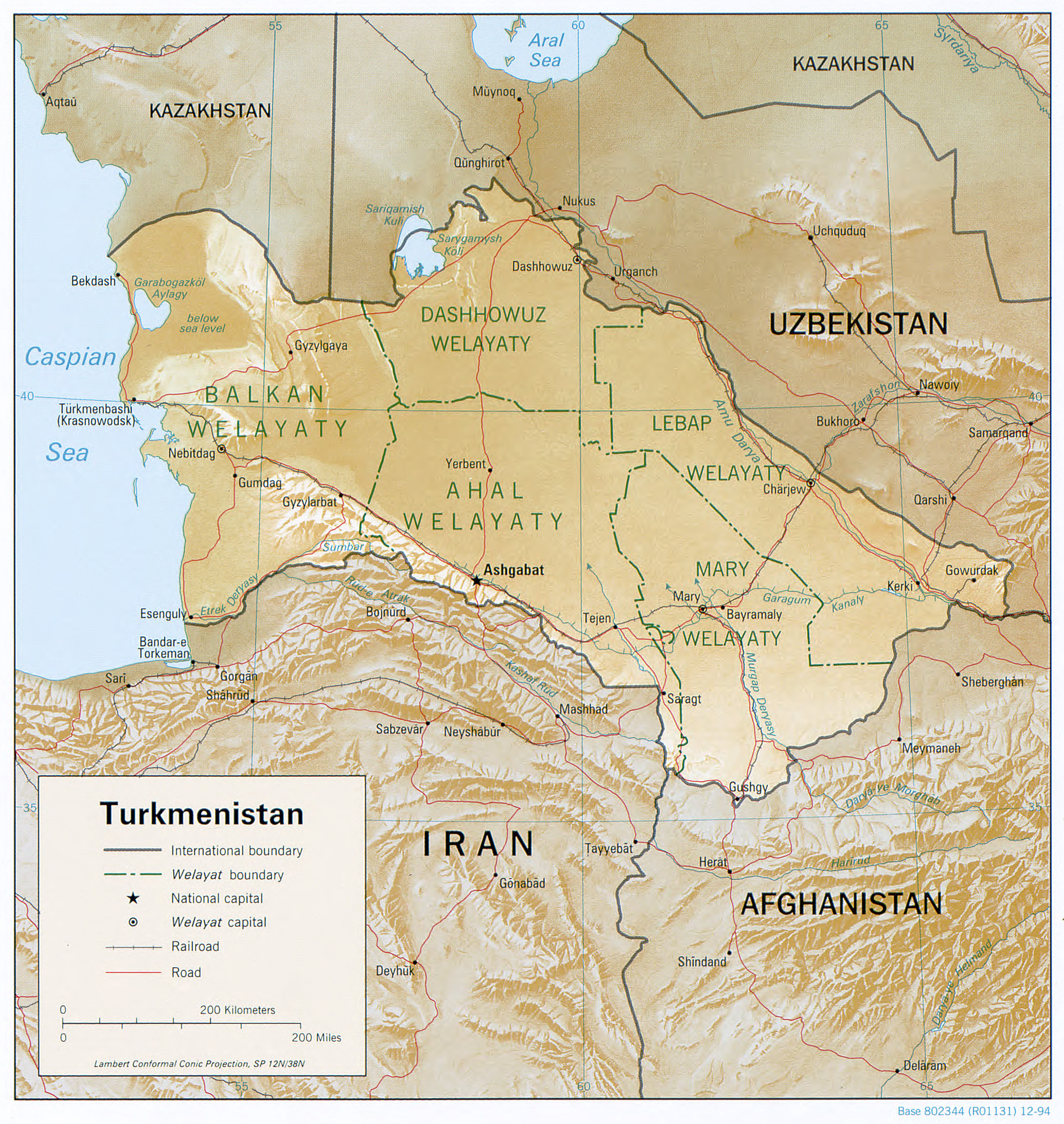
Engelskspråkig karta över Turkmenistan.

Turkmenistan är beläget i sydvästra Centralasien och gränsar mot Afghanistan i sydöst, Iran i söder, Kazakstan i nordväst och Uzbekistan i norr, samt har kust mot Kaspiska havet i väst. Landet har en yta på omkring 488 100 km². Mellan 80 och 90 procent av denna yta upptas av öknen Karakum (Garagum). De centrala delarna domineras av Turandepressionen. 

### Topografi och hydrografi
I söder bildar bergskedjan Kopet-Dag, vars högsta topp är på 2 912 meter över havsnivå, gräns mot Iran. Balkanbergen i väst och Kugitangtau längst i öst, med landets högsta topp, Ajribaba, på 3 139 meter, vid gränsen mot Uzbekistan, är de enda övriga bergsområdena. Den lägsta punkten i landet är depressionen Aktjanaj på 81 meter under havets nivå. Landets största sjö, Sarykamysj, har dock en vattenyta som ibland understiger Aktjanaj (lägsta noteringen är 110 meter under havsnivån). Floden Amu-Darja löper genom landets norra del, och Hari Rud genom dess södra, innan den senare upphör i Karakum, dessa floder försörjer ett nätverk av kanaler med vatten, vilket gör bevattningen av jordbruksmark möjlig ungefär hälften av den odlade marken används till att odla bomull, vilken Turkmenistan är stor producent av, men de främsta inkomstkällorna är ändå råolja och naturgas som landet har betydande resurser av.

### Klimat
Turkmenistan har ett subtropiskt ökenklimat, med lite regn. Vintrarna är milda och torra med mest nederbörd mellan januari och maj. Mest nederbörd faller i Kopet-Dag-bergen.

### Miljöproblem
Några av de största miljöproblemen i landet är ökenspridning och salt i jord och grundvatten. Till detta kommer förorening av marken på grund av jordbrukets insektsbekämpningsmedel.

## Styre och politik

### Författning och styre
Turkmenistans statsskick är presidentialistisk republik, där presidenten är både statschef och regeringschef. Landets konstitution () antogs den 18 maj 1992; den nuvarande versionen antogs den 15 augusti 2003. Turkmenistan har ett enpartisystem där endast medlemmar av den nu avlidne auktoritäre president Saparmurat Nijazovs parti, Turkmenistans demokratiska parti, är tillåtna att ställa upp i val till de två nominellt lagstiftande parlamentssamlingarna, folkrådet (eller folkförsamlingen; Halk Maslahaty) och församlingen (Mejlis). Regeringen utses av presidenten.

### Administrativ indelning
Turkmenistan är indelat i ett stadsdistrikt på provinsnivå runt huvudstaden Asjchabad samt följande fem provinser (welayatlar), med provinshuvudstad inom parentes:
1. Achal (Änev)
2. Balkan (Nebitdag)
3. Daşoguz (Daşoguz)
4. Lebap (Türkmenabat)
5. Mary (Mary)

### Politik
President Saparmurat Nijazov, tidigare byråkrat i kommunistpartiet i Sovjet, behöll absolut kontroll över landet fram till sin död 2006. All opposition är förbjuden och Nijazov har genomfört en välutvecklad personkult runt sig. Hans bok, Ruhnama, spelar en central roll i landets kultur och utbildningsväsen. Enligt grundlagen väljs presidenten genom allmänna val för en femårsperiod, men det senaste (och hittills andra) valet hölls dock den 21 juni 1992, i vilket Nijazov ensam deltog och i vilket han sades ha fått 99,5 procent av rösterna. Nijazovs mandatperiod förlängdes på obestämd tid av folkrådet den 28 december 1999. I november 2005 röstade folkrådet ner Nijazovs förslag om att hålla presidentval år 2009.
Nijazovs död den 21 december 2006 skapade ett maktvakuum i landet, då ingen bestämd efterträdare utsetts. Enligt konstitutionen skulle parlamentets talman, Övezgeldi Atajev, övertagit presidentposten, men i stället utnämndes den vice premiärministern Gurbanguly Berdimuhamedow till interimspresident (och därtill till chef för den kommission som ska organisera statsbegravningen). Folkförsamlingen godkände den 26 december 2006 sex nomineringar till kandidatur till presidentvalet, däribland Berdimuchamedovs, trots att denne såsom interimspresident enligt Turkmenistans konstitution inte är tillåten att ställa upp. 
I valet den 11 februari 2007 vann Berdimuhamedow med 89% av rösterna och insvors till president den 14 februari 2007. 
Berdymuchamedov har upphävt vissa av sin föregångares lagar. 2008 infördes en ny konstitution som bland annat innehåller flerpartisystem och marknadsekonomi. Dock verkar det, liksom kring hans föregångare, ha bildats en personkult kring Berdymuchamedov.

### Internationella relationer

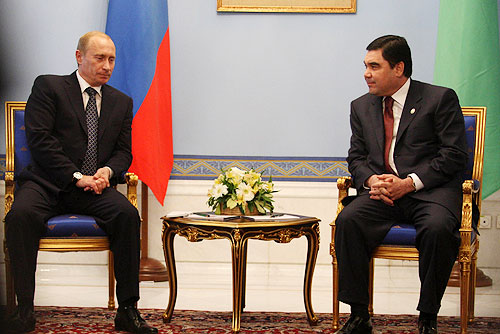
President Gurbanguly Berdimuhamedow med Vladimir Putin.

Turkmenistans utrikes- och försvarspolitik domineras av neutralitet och isolationism. Ett fördrag gjorde 1992 Ryssland till garant för Turkmenistans nationella säkerhet och en gradvis övergång av försvarsmaktens ledning från ryska till turkmenska händer. De sista ryska gränstrupperna drog sig tillbaka 1999. För att balansera det ryska inflytandet slöt Turkmenistan 1999 ett avtal om begränsat militärt samarbete med Kina. 
Turkmenistan var medlem i Oberoende staters samvälde (OSS) fram till 26 augusti 2005 då det avsade sig sitt permanenta medlemskap och i stället blev associerad medlem. För att befästa sin neutralitet har Turkmenistan vägrat att delta i OSS:s multilaterala militära samarbete. Ett undantag utgörs dock landets medverkan i den Kaspiska flottiljen tillsammans med Ryssland och Kazakstan. I slutet av 2001 tilläts att USA fick föra humanitära, men inte militära, förnödenheter till Afghanistan via Turkmenistan. USA utbildar också de turkmenska gränstrupperna och har försett dem med modernt materiel, allt i syfte att hindra det stora flödet av heroin från Afghanistan via Turkmenistan.

### Försvar
Den turkmeniska försvarsmakten bestod 2006 av en armé med 21 000 man, ett flygvapen om 4 300 man och en flotta om 700 man. Försvarsmaterielen är ett arv från den sovjetiska tiden och blir efterhand alltmer omodern. Armén är organiserad i fem militärområden och hade 2007 tre motorskyttedivisioner, ett raketartilleriregemente, ett pansarvärnsregemente, ett ingenjörsregemente, två luftvärnsrobotbrigader och en fallskärmsjägarbataljon. Flygvapnet har två flygdivisioner och flottan har en liten örlogsbas i Türkmenbaşy. Planer fanns på att införa en yrkesarmé 2005, men de har inte genomförts, bl.a. därför att värnplikten ses som ett sätt att minska arbetslösheten. Vapenföra män är värnpliktiga från 18 års ålder. Första tjänstgöring är sedan 2002 höjd från 18 till 24 månader. Värnpliktsvägran är förbjuden och straffbar; det finns ingen möjlighet till vapenfri tjänstgöring. Det går däremot bra att genom mutor eller politiska förbindelser bli frikallad. Grov pennalism från både befälet och äldre värnpliktiga, de mycket dåliga sanitära förhållandena i kasernerna, de små och dåliga livsmedelsransonerna, ansträngande tjänstgöring och allvarliga stammotsättningar gör att desertering och självmord är ett mycket stort problem i den turkmeniska försvarsmakten. För att minska risken för desertering, kommenderas de värnpliktiga till tjänstgöring i förband som är förlagda utanför deras traditionella stamterritorier. Trots detta rymmer många värnpliktiga, säljer sina uniformer och vapen och gömmer sig hos sina släktingar.[källa behövs]

## Ekonomi och infrastruktur
Rysslands ovilja att transitera turkmensk gas till marknader som kunde betala i hårdvaluta, samt ökande skuld till sina största kunder i det tidigare Sovjet, ledde 1994 till ett tvärt fall i industriproduktionen. Detta medförde då att budgeten gick från överskott till ett litet underskott.
Turkmenistan har genomfört försiktiga ekonomiska reformer, och hoppas att försäljning av bomull och gas ska utveckla ekonomin. Problem som hindrar denna utveckling är bland annat en utbredd fattigdom (35 procent av befolkningen är fattig) och en stor utlandsskuld. Osäkerheten om Turkmenistans ekonomi är stor, eftersom ekonomisk statistik är statshemligheter. Privatiseringen förblir begränsad.
Mellan 1998 och 2002 präglades Turkmenistans ekonomi av fortsatt avsaknad av adekvata exportrutter för naturgas och av förpliktelser att betala utlandsskuld baserad på kortfristiga lån. Samtidigt har värdet av den totala exporten stigit kraftigt på grund av högre internationella olje- och gaspriser. 
President Nijazov har förskingrat mycket av landets intäkter på självglorifiering, omfattande renoveringar av städer, särskilt Asjchabad, samtidigt som människor utanför huvudstaden lever i fattigdom. Presidenten har lovat fritt vatten, elektricitet och gas, men det saknas ofta.
Turkmenistan är genomfartsland för narkotika från Afghanistan till Ryssland, samt för råvaror för herointillverkning till Afghanistan.[källa behövs]

### Näringsliv

#### Jordbruk
Turkmenistan är till största delen öken, där det finns ett intensivt jordbruk i konstbevattnade oaser. Hälften av det som odlas är bomull, vilket gör landet till tionde största bomullsproducenten i världen. 

#### Energi och råvaror
Elektriciteten produceras nästan uteslutande av fossila bränslen.
Landet har också den femte största tillgången på naturgas i världen, och därtill stora fyndigheter av petroleum. Utöver naturgas och olja finns i landet även kol, svavel och salt. 

### Infrastruktur

#### Utbildning
Utbildningen är allmän och obligatorisk för en period som nyligen sänktes från 11 till 9 år[när?].

## Befolkning

### Demografi

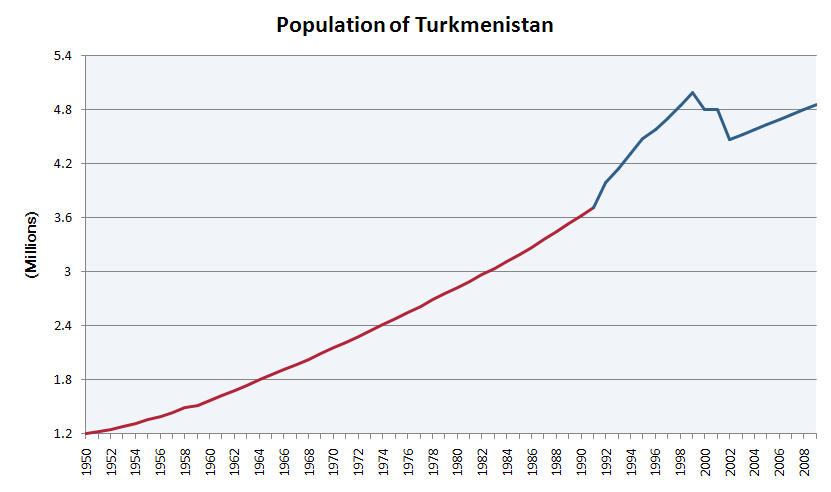
Befolkningsutveckling i Turkmenistan 1950–2009.

#### Större städer
Större städer är Asjchabad, Türkmenabat (tidigare Tjardzjou), Daşoguz, Nebitdag, Mary och Türkmenbaşy (tidigare Krasnovodsk).

#### Urbanisering
2006 hade Turkmenistan 5 042 920 invånare, vilket då gav 12 invånare per km². Eftersom landet till största del består av öken är stora delar ytterst glesbefolkade. Städerna ligger främst i oaser. Omkring 47 procent av befolkningen är urban.

#### Minoriteter
Större etniska grupper är turkmener (85 procent), uzbeker (7 procent), ryssar (3 procent) och kazaker (2 procent). Resterande 3 procent är främst fördelat på ukrainare, azerer, armenier och tatarer. De mest talade språken är turkmeniska (72 procent), ryska (12 procent) och uzbekiska (9 procent).[källa behövs]

### Språk
Officiellt språk är turkmenska, men ryska används enligt grundlagen från 1992 som "interetniskt kommunikationsspråk".

### Religion
De större religiösa tillhörigheterna är muslimer (89 procent) och rysk-ortodoxa (9 procent). 
Den stora majoriteten av muslimerna är sunniter tillhörande den hanafitiska rättskolan. Det finns också mindre grupper shiamuslimer bland etniska perser, azerer och kurder i Türkmenbaşy och längs gränsen till Iran.
De flesta etniska ryssarna i landet tillhör den rysk-ortodoxa kyrkan. Det finns tretton rysk-ortodoxa kyrkor i Turkmenistan. En präst i  Asjchabad leder kyrkan i landet, underställd ärkebiskopen i Tasjkent i Uzbekistan.[källa behövs]

## Internationella rankningar
| Organisation                                | Undersökning                   | Rankning   |
| ------------------------------------------- | ------------------------------ | ---------- |
| Heritage Foundation/The Wall Street Journal | Index of Economic Freedom 2022 | 165 av 180 |
| Reportrar utan gränser                      | Pressfrihetsindex 2021         | 178 av 180 |
| Transparency International                  | Korruptionsindex 2021          | 169 av 180 |
| FN:s utvecklingsprogram                     | Human Development Index 2020   | 111 av 189 |